# Джованні Галеоне
Джованні Галеоне (італ. Giovanni Galeone, нар. 25 січня 1941, Неаполь) — італійський футболіст, що грав на позиції півзахисника. По завершенні ігрової кар'єри — тренер.

## Ігрова кар'єра
У дорослому футболі дебютував 1957 року виступами за команду «Понціана». Протягом нуступного десятиріччя пограв за низку нижчолігових італійських команд, зокрема за «Монцу», «Ареццо» та «Авелліно».
1966 року приєднався до третьолігового на той час «Удінезе», в якому і провів заключні вісім сезонів ігрової кар'єри, граючи незмінно на рівні Серії C.

## Кар'єра тренера
Завершивши ігрову кар'єру 1974 року, залишився у клубній структурі «Удінезе», обійнявши посаду асистента головного тренера.
Вже наступного сезону розпочав самостійну тренерську діяльність, очоливши тренерський штаб «Порденоне», команди Серії D, на той час п'ятого за силою дивізіону першості Італії.
Протягом наступних десяти років встиг попрацювати із низкою команд п'ятого, четвертого і третього дивізіонів.
Своєю роботою із третьоліговою командою СПАЛ привернув увагу керівництва друголігової «Пескари», яке запросило Галеоне очолити тренерський штаб команди 1986 року. Тренер відразу ж виправдав довіру, привівши команду до перемоги у Серії B сезону 1986/87 і вивівши її таким чином до елітної Серії A. За результатами сезону 1987/88 йому вдалося зберегти місце в еліті, проте вже наступний сезон «Пескара» завершила у зоні вильоту і понизилася в класі, після чого тренер її покинув.
Протягом частини сезону 1989/90 попрацював у друголіговому «Комо», після чого восени 1990 року повернувся на тренерський місток  «Пескари». З другої спроби, за результатами сезону 1991/92 тренеру вдалося повернути команду до Серії A, утім ще до завершення сезону 1992/93, коли стало зрозуміло, що зачепитися в елітному дивізіоні цього разу не виходить, Галеоне команду залишив. Досвід роботи з Галеоне у майбутньому підштовхнув декількох гравців тогочасної «Пескари» розпочати власну тренерську кар'єри, зокрема серед своїх вчителів Галеоне називали колишні гравці цієї команди Массіміліано Аллегрі та Джан П'єро Гасперіні, а ще один відомий італійський футбольний наставник Марко Джампаоло починав тренерську кар'єру як один з помічників Галеоне у «Пескарі», щоправда пізніше — під час його четвертого приходу до команди на початку 2000-х.
А залишивши «Пескару» у 1993 році тренер деякий час був без клубу, після чого у листопаді 1994 року став головним тренером «Удінезе», з яким працював до завершення сезону 1994/95, який команда проводила у Серії B.
Наступного сезону вже очолював тренерський штаб «Перуджі», яку відразу ж вивів до Серії A. Однак вже після першої половини сезону 1996/97 у найвищому дивізіоні, проваленої командою, тренера було звільнено.
Згодом з листопада 1997 по лютий 1998 він дуже невдало працював у тій же Серії A з «Наполі» — неаполітанці під його керівництвом зазнали семи поразок у десяти іграх, а решту три матчі звели унічию.
Надалі ще двічі працював з «Пескарою» у другому італійському дивізіоні — протягом сезону 1999/2000 та з листопад 2000 по січень 2001, в обох випадках не дуже успішно.
Пізніше протягом частини сезону 2003/04 тренував «Анкону», аутсайдера Серії A. А завершував тренерську кар'єру у клубі, в якому свого часу її починав — в «Удінезе». Очолив його тренерський штаб у березні 2006, був звільнений на початку 2007.

## Титули і досягнення

### Як гравця
- Чемпіон Європи (U-18): 1958

### Як тренера
- Переможець Серії B (1):

«Пескара»: 1986/87